# 25 лет АО «Алмазы Анабара» (алмаз)
25 лет АО «Алма́зы Анаба́ра» — уникальный алмаз ювелирного качества в 217,99 карата, добытый на россыпи «Эбелях» в 2022 году. Наименование факту извлечения алмаза присвоено 4 октября 2023 года в связи с 25-летним юбилеем АО «Алмазы Анабара».

## Описание
Алмаз добыт в июле 2022 года на алмазоносном россыпном месторождении «Эбелях» (Анабарский улус, Якутия).
Морфологически камень представлен слегка окатанным октаэдрическим кристаллом, имеющим округлые очертания. Кристалл имеет жёлтый оттенок.